# Брайн Ларсън
Брайн Ларсън (на английски: Brian "B. V." Larson) е американски писател на бестселъри в жанра научна фантастика – от фентъзи до военна фантастика, както и паранормален романс и трилър. Пише под псевдонима Б. В. Ларсън (на английски: B. V. Larson).

## Биография и творчество
Брайн Ларсън е роден през 1975 г. в Търлок, Калифорния, САЩ.
Започва да пише кратки разкази за списания когато е на 17 г. Решава да стане писател на 19 г.
Той има успех, като сравнително плодовит независим автор и по-голямата част от творбите му се купува под формата на електронни медии, като например електронни книги и аудиокниги.
Брайн Ларсън живее със семейството си в Лос Анджелис, Калифорния. Има три деца.

## Произведения

### Самостоятелни романи
- Creatures (2010)
- Lost Shores (2010)
- Real Life (2010)
- Deadly Weapon (2010)
- Shifting (2010)
- Spyware (2010)
- The Vampire's Image (2010)
- Element-X (2012)

### Серия „Хейвън“ (Haven)
1. Amber Magic (2010)
2. Sky Magic (2010)
3. Shadow Magic (2010)
4. Dragon Magic (2010)
5. Blood Magic (2010)
6. Death Magic (2011)

### Серия „Търсачът“ (Seeker)
1. Blood of Gold (2010)
2. Blood of Silver (2010)
3. Blood of Ice (2011)

### Серия „Империя“ (Imperium)
1. Mech (2010)
2. Mech 2 (2010)
3. Mech 3 (2012)

- Mech Zero (2012)

### Серия „Звездна Армада“ (Star Force Series)
1. Swarm (2010)
Нашествие, изд.: ИК „Бард“, София (2012), прев. Иван Иванов
2. Extinction (2011)
Изтребление, изд.: ИК „Бард“, София (2017), прев. Милена Илиева
3. Rebellion (2011)
4. Conquest (2011),4,5.Army of One(Published November 5th 2013)
5. Battle Station (2012)
6. Empire (2012)
7. Annihilation (2013)
8. Storm Assault (2013)
9. The Dead Sun (2014)

Outcast (2014) – с Дейвид Вандайк
Exile (2014) – с Дейвид Вандайк
Demon Star (2015) – с Дейвид Вандайк

### Серия „Драконите“ (Hyborean Dragons)
1. To Dream with the Dragons (2011)
2. The Dragon-Child (2011)
3. Of Shadows and Dragons (2011)
4. The Swords of Corium (2011)
5. The Sorcerer's Bane (2011)
6. The Dragon Wicked (2011)

### Серия „Неописуеми неща“ (Unspeakable Things)
1. Technomancer (2012)
2. The Bone Triangle (2013)

### Серия „Неумиращи наемници“ (Undying Mercenaries)
1. Steel World (2013)
2. Dust World (2014)
3. Tech World (2014)
4. Machine World (2015)
5. Death World (2015)
6. Home World (2016)
7. Rogue World (2017)

### Серия „Изгубени колонии“ (Lost Colonies Trilogy)
1. Battle Cruiser (2015)
2. Dreadnought (2015)
3. Star Carrier (2016)

### Серия „Бунтовнически флот“ (Rebel Fleet)
1. Rebel Fleet (2016)
2. Orion Fleet (2016)

### Разкази
- The Seadragon (1992)
- Death Test (1993)

### Сборници
- Velocity (2010)
- Five by Five (2012) – с Аарон Олстън, Кевин Дж. Андерсън, Лорън Колман и Майкъл Стакпол